# Perdita physalidis
Perdita physalidis là một loài Hymenoptera trong họ Andrenidae. Loài này được Timberlake mô tả khoa học năm 1958.